# Kanyár Erika
Kanyár Erika Mária (Gyulafirátót, 1949. augusztus 21. –) magyar nyelv és irodalom–könyvtár szakos középiskolai tanár, író, költő, gyorsíró világbajnok. 
Újságírói álnevei: Kyra, KEM, E. K., K. E.

## Élete és munkássága
A Bakony lábánál elterülő Gyulafirátót községben született 1949-ben. Édesapja, Kanyár József munkásként kezdte pályafutását, majd tanulmányai elvégzése után banki főtisztviselő, édesanyja, Navratyil Klára háztartásbeli. Négyen voltak testvérek.
A gyulafirátóti Általános Iskolában 1963-ban végzett. Tanárai közül nagy hatást gyakorolt rá Dalányi József népművelő, író, Hadnagy László, a későbbi múzeumigazgató, valamint felesége Zelma, és Sebestyén Pál.
Miután édesapja felfedezte grafomániáját – beíratták a veszprémi Gyors- és Gépíró Iskolába, ahol két év múlva, 1965-ben kitűnő minősítéssel végzett, majd gimnáziumban levelező tagozaton érettségizett 1969-ben. Ezután jelentkezett a Gyors- és Gépírástanítókat Vizsgáztató Országos Bizottságnál gyors- és gépírástanítói oklevél megszerzése céljából, ahol öt helyett egy év alatt letette valamennyi vizsgáját.

### Tanári munkája
Frissen szerzett oklevelével – 21 évesen – gyors- és gépírást tanítóként kezdett dolgozni a veszprémi Közgazdasági Technikumban, ahol egészen nyugdíjazásáig, 2007-ig tanított. 1971-ben a Veszprémben a Magyar Gyorsírók és Gépírók Országos Szövetsége frissen alakult helyi csoportjának titkára lett. Mivel fontosnak érezte a diploma megszerzését, felvételizett az Eötvös Loránd Tudományegyetem Bölcsészettudományi Karára, ahol levelező tagozaton 1977-ben magyar-könyvtár szakon államvizsgázott, majd a 90-es évek végén diplomáját még két másikkal egészítette ki: állampolgári ismeretek és készségek szakkal, valamint pedagógus szakvizsgával.
Az egyetem elvégzése után egy ideig párhuzamosan tanított szakmai tárgyakat és magyar nyelv és irodalmat, majd rábízták a gyors- és gépírás, később a magyar nyelv és irodalom munkaközösség vezetését. Több területen – gyors- és gépírás, ügyvitel – szakértőnek, szakmai és érettségi elnöknek is kinevezték. Munkahelyén tanügyi tanácsosi címmel is elismerték tanítási eredményeit. Két tanítványa kapott Kazinczy-emlékérmet, egyik tanítványa gyors- és gépírásban többszörös országos, illetve magyar bajnok volt, a római világversenyen pedig két aranyérmet szerzett, gyorsírásból és protokollból. Az 1990-es években elkezdett szakmai tárgyakat oktatni a felnőttképzésben: levelezés, ügyvitel, titkárnőképzés.
A kétezres évek elején alapító tagja volt a Felnőttképzési Szakértők Országos Egyesületének. Felnőttképzési szakértői vizsgát tett, és ebben a minőségében részt vett a felnőttképzési intézmények akkreditációjában, ellenőrzésében. Államtitkári javaslatra néhány évig az oktatási tárcát képviselte a Közép-dunántúli Regionális Fejlesztési és Képzési Bizottságban, felnőttképzési szakértőként részt vett a szakgimnáziumi rendszer kidolgozásában.
Több évtizedes eredményes tanári tevékenységét, saját és tanítványaival elért kiemelkedő szakmai, pedagógiai eredményeit Veszprém városa többek között a legmagasabb pedagógiai kitüntetéssel – Ranolder-díjjal – ismerte el.

### Szakmai eredményei
A gyorsírást – szellemi sportként művelve – részt vett az országos, majd a világversenyeken. 1985-ben a helyi csoportok országos gyors- és gépírásversenyen kategóriagyőztes lett. 1985-ben Szófiában az INTERSTENO 36. kongresszusával párhuzamosan rendezett világbajnokságon gyakorló gyorsírás kategóriában az első helyen végzett, majd két évvel később Firenzében harmadik lett. 1993-ban a mestergyorsírás kategóriájában világbajnoki 8. helyezést ért el. Az 1995-ös világbajnokságon a bajnoki kategóriában a 4. helyen végzett. 2003-ban a római világbajnokságon az 5. helyet szerezte meg. 2004-ben a világranglista 5. helyén állt. Több mint 20 évig a világ legjobb gyorsírói között tartották számon. 1980–1990 között választmányi tag volt a Magyar Gyorsírók és Gépírók Országos Szövetségében.
A rendszerváltás előtti években bekapcsolódott a gyorsírói praxisba, országos értekezletekre, kongresszusokra hívták gyorsírónak. Az 1980-as évek végétől a tanítással párhuzamosan parlamenti gyorsíróként vett részt a rendszerváltozás vitáinak megörökítésében, az új parlament 1989-es megalakulása után pedig az Országgyűlés gyorsírói munkáiban – ezzel egészítve ki szerény tanári fizetését.

### Közösségi tevékenysége
Fia tragikus halála után a közösségi tevékenységnek szentelte szabadidejét. Folyamatosan tagként, vezetőségi tagként, vezetőként részt vesz a különböző szakmai és civil szervezetek munkájában. A Magyar Irodalomtörténeti Társaság Veszprém Megyei Tagozatának alelnöke, a Laczkó Dezső Pedagógus Nyugdíjas Klub elnöke.

## Családja
Az 1970-es évek közepén férjhez ment. Férje Takács Bódis László, aki szintén magyar nyelv és irodalom szakos tanár volt. Házasságukból két gyermek született: 1975-ben Attila és 1980-ban László. Házassága válással végződött 1992-ben. László fia 2007-ben balesetben elhunyt.

## Tanulmányai
- Eötvös Loránd Tudományegyetem – BTK Magyar Irodalomtörténeti Tanszék – magyar-könyvtár szak (1977)
- Eötvös Loránd Tudományegyetem – BTK.Politikaelméleti Tanszék – állampolgári ismeretek és készségek szak (posztgraduális képzés – 1998)
- Eötvös Loránd Tudományegyetem – Pedagógiai és Pszichológiai Kar – pedagógiai szakvizsga (posztgraduális képzés – 1999)

## Irodalmi tevékenysége
AZ ÍRÁS AZ ÉLETÉBEN
Az írás mindig is meghatározó szerepet játszott életében: fiatal korában konkrét manuális tevékenységként, grafomániaként: folyóírásban rögzített versekként, dalokként; majd a gyorsírás tanításában és a gyorsírás – mint szellemi sport – művelésében. Húszéves korában naplót írt. A 80'-s évek elejétől tanári munkája mellett különböző publicisztikai műfajokban jelentek meg írásai. A rendszerváltozás idején neves politikai személyiségekkel készített interjúkat, az utóbbi évtizedben a Mária Rádió önkéntes riportereként hasznosította újságírói ismereteit. A 80'-s évek végétől novellái jelentek meg antológiákban, majd két prózai kötete, amely családjának legendáriumához kapcsolódik. Párhuzamosan verseket írt, amelyeket 2014 óta több verseskönyvben is közzétett.

### Önálló kötetei
- Sváb golgota (dokumentumregény), Rím Könyvkiadó, Nyíregyháza – 1998. – 77 p. (Illusztrálta: Fülöp Lajos festőművész) ISBN 963-7868-33-x
- Profán passió (életrajzi triptichon) „Perspektíva 49” Bt., Veszprém – 2008. – 130 p. (Kanyár József életrajza; Címlapkép: Veszeli Lajos festőművész) ISBN 978-963-06-3670-4
- Smaragd énekek – válogatott versek (Költői arcélek sorozat – 21. ISSN 2063-3815) Rím Könyvkiadó, Budapest – 2013. – 64 p. (Illusztrálta: Ézsiás István grafikusművész) ISBN 978-615-5266-31-7
- A vigasz lángjai (verseskötet) Művészetek Háza, Veszprém, Vár Ucca Műhely – 2014. 74 p. (A borító, a képanyag: Szelényi Károly – fotóművész) ISBN 978-963-9105-86-7
- Jel az Univerzumban (haiku kötet) – Aposztróf Kiadó, Budapest, 2016. – 106 p. (Illusztráció: Kallai Sándor festőművész) ISBN 978-615-5604-18-8
- Megszentelt pillanat (verseskötet) Holnap Magazin Kiadó, Székesfehérvár, 2019. 66 p. (Illusztráció: Jáger István grafikusművész)
- Gondolatkristályok; Hungarovox, Bp., 2021

### Lektori, korrektori tevékenység
- Ifjúságunk sötét gyöngyszemei – K. Veszprémi Nők Kereka. Egyesület, Veszprém, 2007
- Mi visszük át… – K. Veszprémi Nők Kerekasztala Egyesület, Veszprém, 2000
- Királylányok, múzsák, hitvesek – K. Veszprémi Nők Kereka. Egyesület, Veszprém, 2004
- Erős nők a sziklán – K. Veszprémi Nők Kerekasztala Egyesület, Veszprém, 2015
- Pillerné Auer Katalin: Göröngyös utam a Bakonyalján (memoár) lektor – Ajánlás
- H. Peterdy Ilona: Az úton… (verseskötet) Ajánlás, Kanyár Erika
- Elmúlt idők tanárai (A Laczkó Dezső Pedagógus Nyugdíjas Klub 40 éves története) K. Laczkó Dezső Pedagógus Nyugdíjas Klub – 2014 – szerkesztő
- A Laczkó Dezső Pedagógus Nyugdíjas Klub 45 éves története – 2019  – szerkesztő
- H. Peterdy Ilona – Zigó Horváth Kornélia: Csengők meséi, Lektor: Kanyár Erika – Nyomdakész Kft., Veszprém, 2020

### Egyéb szépírói megjelenések, fontosabb publicisztikák
Közel száz – különféle műfajú – publicisztikai írás a megyei napilapokban, országos szakmai periodikákban (Köznevelés, Gyors- és Gépírók Lapja, új nevén Szó-Világ, Pedagógusok Lapja, Mester és tanítvány, Magyar Múzsa, Hevesi Napló  stb.), és rendszeresen jelentek meg interjúi a Veszprémi Naplóban

#### Irodalmi lapokban
- AGRIA VII. évf.  22. sz., 2013 tavasz – Kiss Benedek ’70;  59. p. – Kanyár Erika Mária : Hetvenkedésre  – Kiss Benedek 70. születésnapja margójára

- AGRIA VII. évf. 22. sz. 2013 tavasz 185. p.  In memoriam Cseh Károly –  Kanyár Erika Mária: Újabb létlelet

- AGRIA XIII. évf. 3. sz. 2019. ősz, ARTériák 244. p. – Kanyár Erika: Napok romjai; Időtorzó
- Kelet Felől VII. évf. 2000/1 – Kanyár Erika: Rekviem a vén diófáért 34. o.
- Kelet Felől XXI. évf. 2014. 8. –  Kanyár Erika: Aphroditéhez
- VÁR UCCA 46. sz. 2014/4. szám Könyvről könyvre – Madár János: Három könyv
- VÁR UCCA  – 41. sz. 2013/3. sz. Kanyár Erika Mária: Zarándokének
- Mester és Tanítvány – Könyvismertetés: Boros Edit: Hontalan idők sodrásában – 2004. november 4. szám, 191-192. p.

- Mester és Tanítvány – Pedagógusok írták –  Kanyár Erika: Rekviem a felkiáltójelért – 2005. április 6. szám,  138 p.

- Mester és Tanítvány – Aktuális –  Kanyár Erika: A köznevelés: nemzeti ügy – Konferencia Tapolcán – 2005. november – 8. szám., 150. p.

- Mester és Tanítvány – Portrék – 2006. április – 10. szám. 118. pl. Kanyár Erika: Nemzeti mitológia filmkockákon (Koltay Gábor)

- (1988. június 1.) „A Háború és békétől a Haláltáncjátékig. Beszélgetés Margitai Ági Jászai-díjas érdemes művésszel”. Napló 44 (130), 5. o.
- (1988. június 22.) „„Az ember drámai lény...” Hegedűs D. Géza portréjához”. Napló 44 (148), 4. o.
- (1991. január 24.) „Nemcsak reformra lenne szükség... Beszélgetés Beke Katával”. Napló 47 (20), 5. o.
- (1995. július 14.) „Merre tovább, oktatásügy?”. Napló 51 (164), 7. o.
- (1996. július 13.) „Nők a politika porondján Beszélgetés dr. Kóródi Máriával, az Országgyűlés alelnökével”. Napló 52 (163), 6. o.

- AGRIA, XIII. évf. 3. szám – 2019. ősz – Napok romjai; Időtorzó – 244. p.
- SÉD 22. (veszprémi kritikai lap) V. évfolyam, 2019. 5. szám 25-26. – Eljő az ének... (recenzió Buzás Huba új köteteiről)

#### Antológiákban
- Visszhang – K. – Független Alkotók Országos Szövetsége, Eger, 1996
- Labdázó angyalok (Novellák) Alterra K., Bp., 1997
- Itt járunk köztetek – 1997/1. – K. Hegyaljai Alkotók társulása, Szerencs, 1997
- Amilyen A mi időnk – esszékötet – Kairosz K., Bp., 2007
- Égtájak – K. Hegyaljai Alkotók Társulása, Szerencs, 2007
- Határtalan – K. Hegyaljai Alkotók Társulása, Szerencs, 2014
- Márai nyomdokán – A színésznő – Raszter K., Csongrád – 2014
- Legszebb emlékeink kapcsos könyve – K. NYOSZ, Győr, (2014)
- Több mint HAT – K. Hegyaljai Alkotók Társulása, Szerencs, 2015
- Arcok és énekek – Rím K., Bp.,  2010., 2011., 2012., 2013., 2014., 2015
- Szó-kincs 2016 – Aposztróf K., Bp., 2016
- Szép szavú szolgálat  – Veszprém Honismereti Egyesület K., Veszprém, 2017. Nyugdíjasok irodalmi antológiája
- Anya csak egy van; Szerelmünk megsárgult lapjai – NYOSZ K., Győr, 2017
- Veszprémi Irka – Arany Elefánttyúk Társaság, Veszprém, 2018
- Szó-kincs 2018 – Aposztróf K., Bp., 2018
- Kis karácsony HAT Karácsony – K. Hegyaljai Alkotók Társulása, Szerencs, 2018
- Csillagösvény – Holnap Magazin K., Székesfehérvár, 2018
- Nyugdíjasok irodalmi antológiája 2018.– Az otthon zöld füvén; Családi körben – NYOSZ K., Győr, 2019)
- A múlt hangjai – Holnap Magazin K. Székesfehérvár, 2019
- Kortárs körkép 1. – Holnap Magazin K., Székesfehérvár, 2019)
- Tündérkezek – Együtt könnyebb! – Holnap Magazin K., Székesfehérvár, 2019
- A kandalló melege  – Holnap Magazin K., Székesfehérvár, 2019